# Luísa Canziani

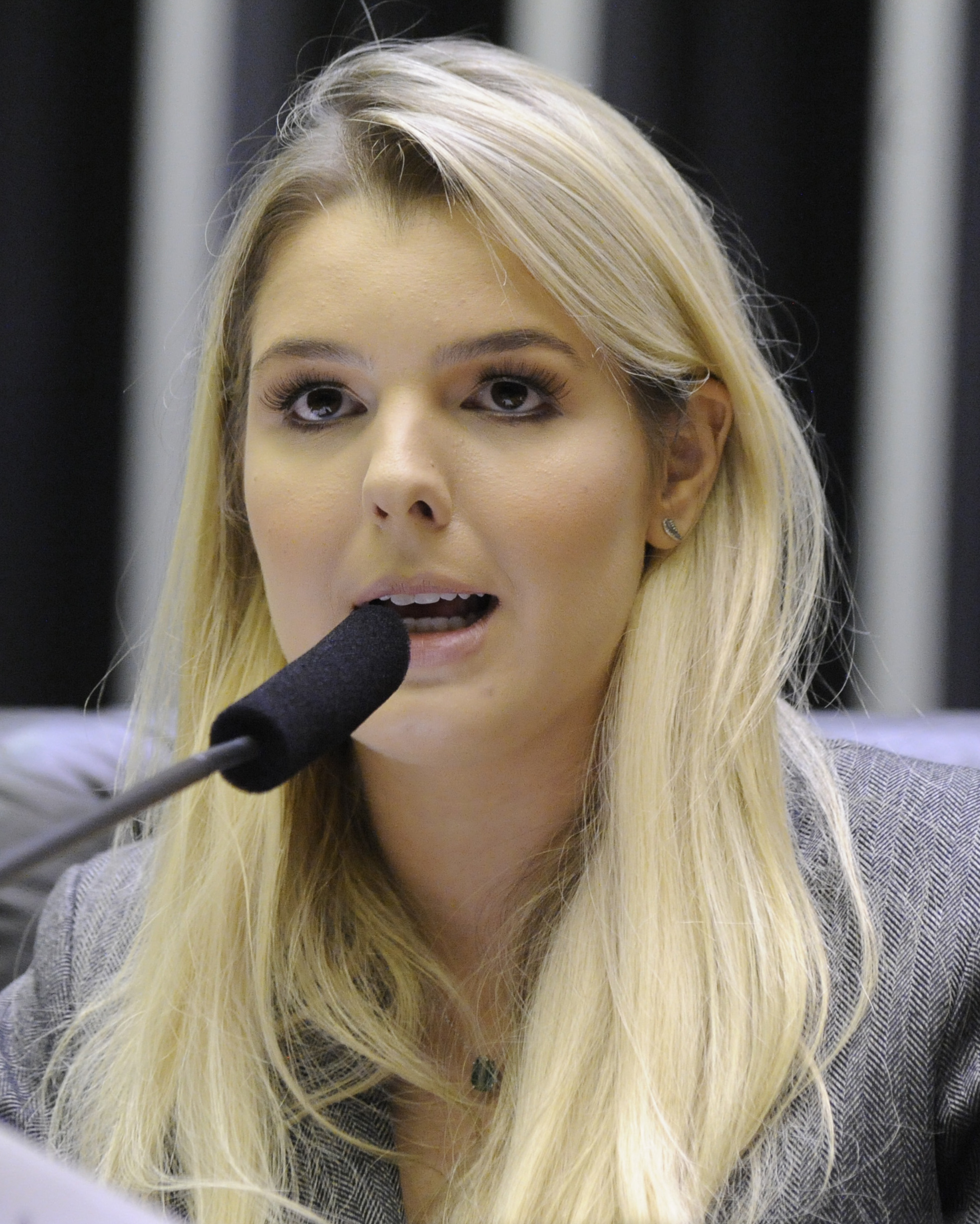
Luísa Canziani (2019).

Luísa Canziani, eigentlich Luísa dos Santos Silveira, (* 11. April 1996 in Londrina, Paraná) ist eine brasilianische Politikerin. Sie ist Mitglied des Partido Trabalhista Brasileiro (PTB) und Bundesabgeordnete für ihren Heimatstaat.

## Leben
Canziani ist die Tochter des ehemaligen Bundesabgeordneten Alex Canziani Silveira und der Ana Lúcia dos Santos Silveira; Vater und Tochter verwenden in der politischen Öffentlichkeit den Namensbestandteil Canziani. Von 2014 bis 2019 studierte sie Rechtswissenschaften an der Pontifícia Universidade Católica do Paraná (PUCPR).

## Politische Laufbahn
Sie war in den Partido Trabalhista Brasileiro eingetreten, die gleiche Partei, der zu der Zeit auch ihr Vater angehörte. Canziani trat bei den Wahlen in Brasilien 2018 erfolgreich als Kandidatin für das Amt einer Bundesabgeordneten in der Abgeordnetenkammer des Nationalkongresses an und erreichte 90.249 oder 1,57 % der gültigen Stimmen. Sie ist seit 1. Februar 2019 Mitglied der 56. Legislaturperiode und vertritt etwa 11,5 Millionen Einwohner ihres Heimatstaates. Zu der Zeit war sie die jüngste Abgeordnete des Parlaments und wurde dort Mitglied der Ständigen Kommission für die Verteidigung der Frauenrechte und der Ständigen Kommission für Bildung.